# Front pour l'alternance et la concorde au Tchad
Il Front pour l'alternance et la concorde au Tchad (FACT; in lingua italiana: Fronte per l'alternanza e la concordia in Ciad) è un'organizzazione paramilitare.

## Storia
Il FACT ha ucciso il presidente del Ciad, Idriss Déby, nell'aprile del 2021 nella crisi della guerra civile in Ciad.